# Nordlicht (Schiff, 1988)
Die Nordlicht ist eine als Katamaran konzipierte Hochgeschwindigkeitsfähre der AG Ems, die zwischen Cuxhaven und Helgoland verkehrt.

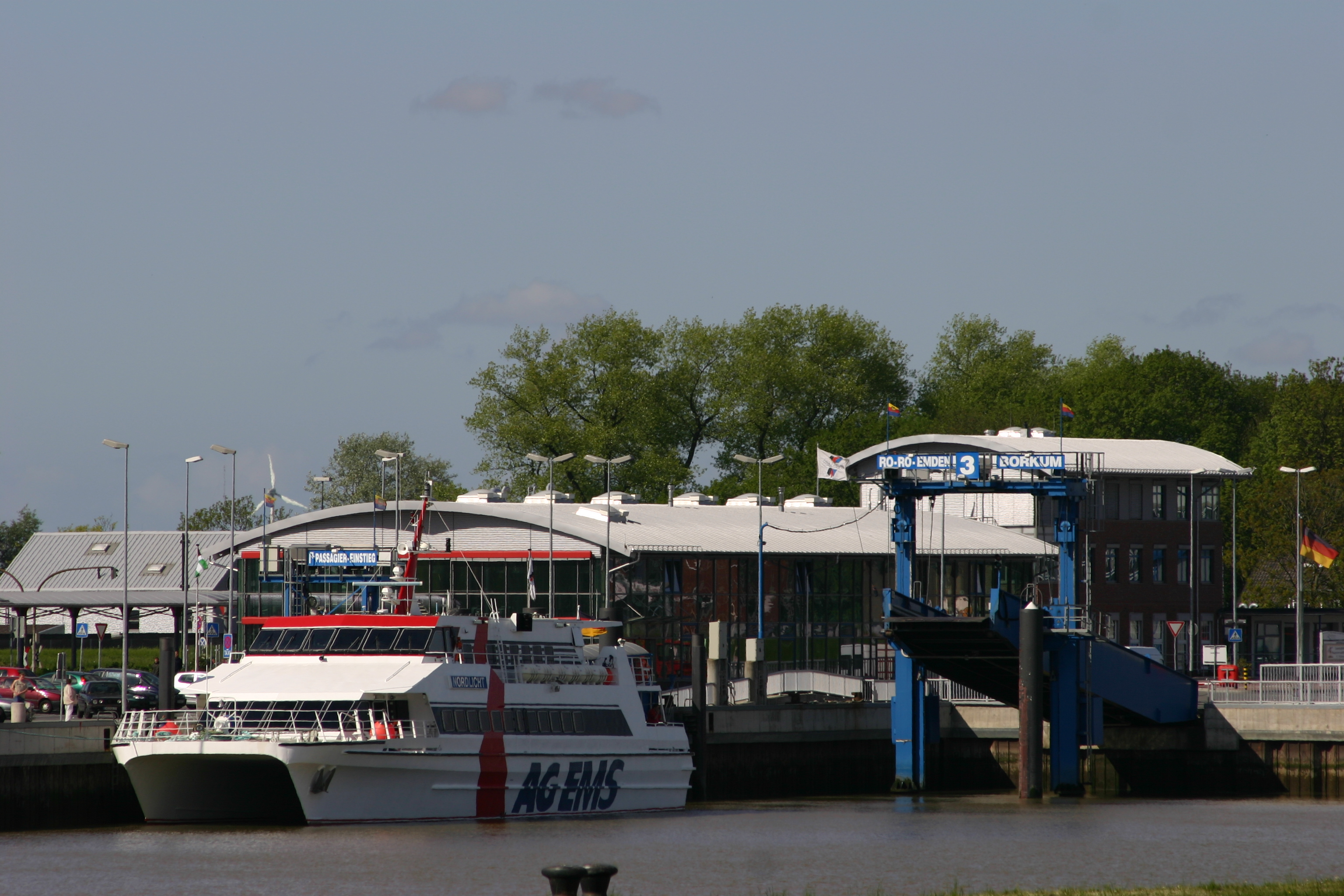
Die Nordlicht in Emden

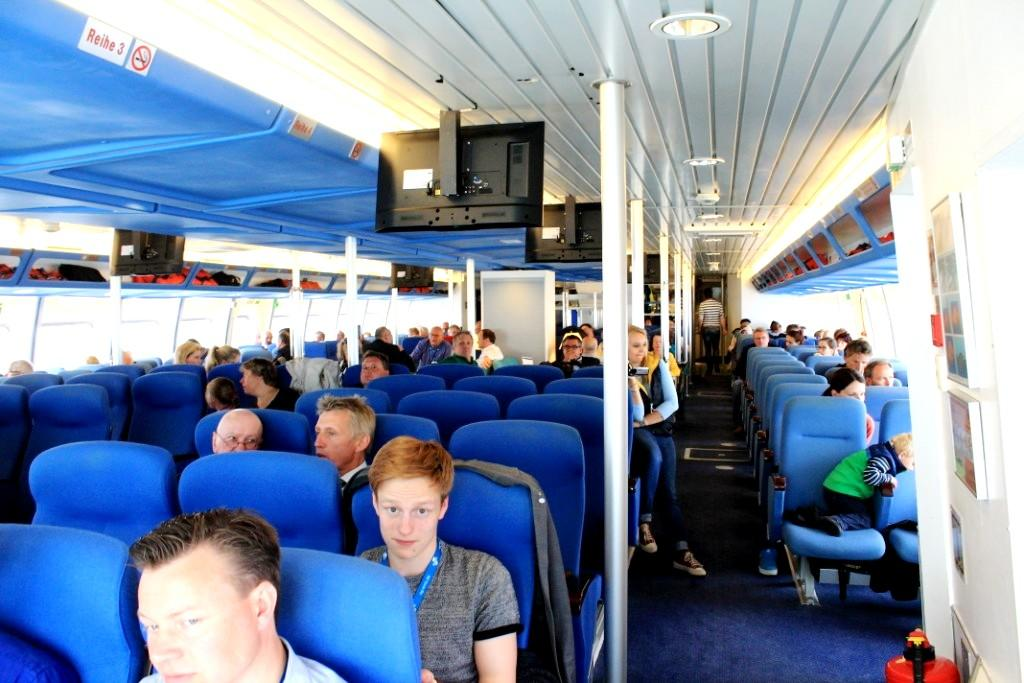
Fahrgastraum der Nordlicht

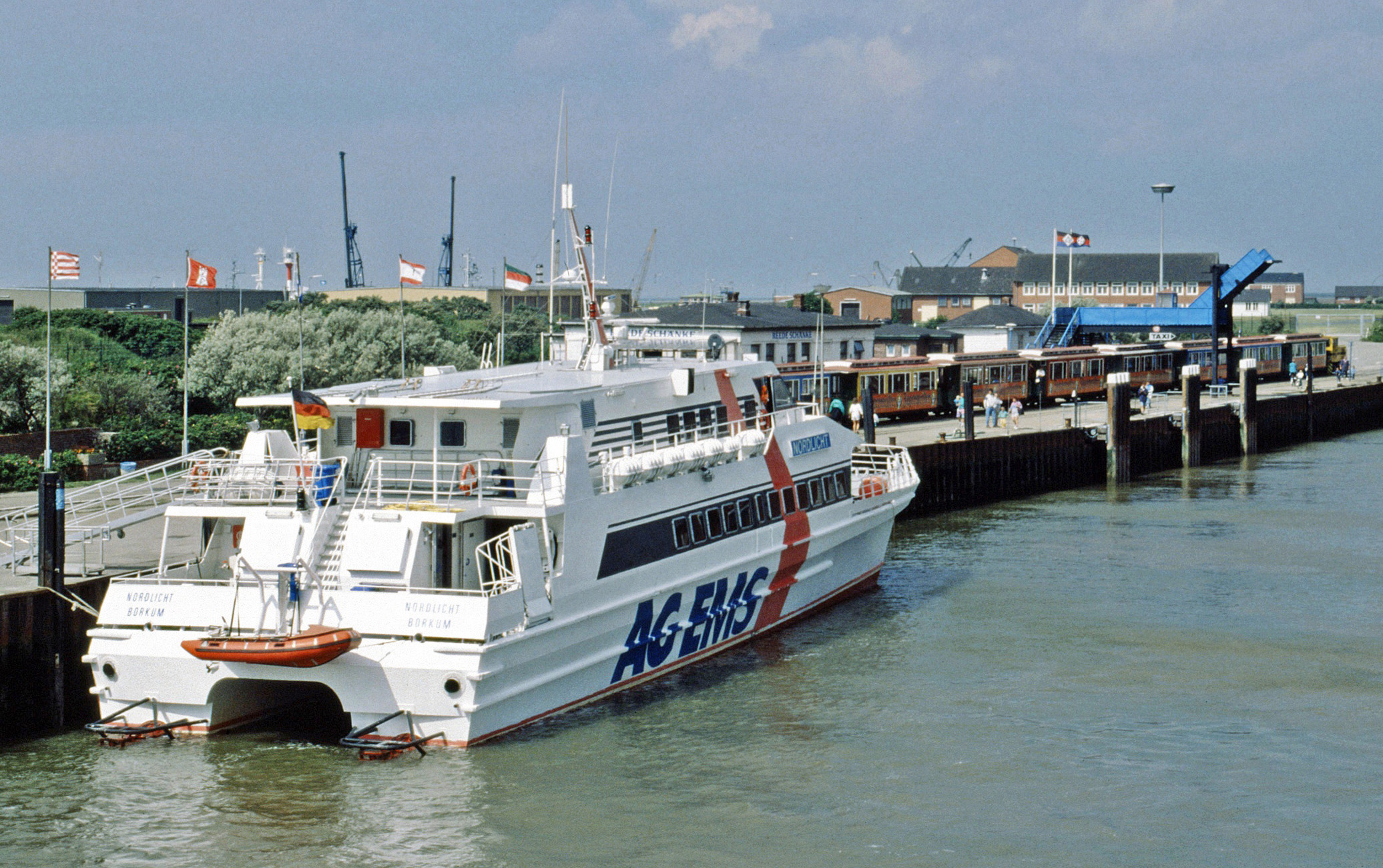
Nordlicht und Inselbahn im Hafen von Borkum

## Das Schiff
Die AG EMS ließ den Katamaran von 1988 bis 1989 auf der Werft AS Fjellstrand Aluminium Yachts im norwegischen Omastrand bauen. Die Kiellegung fand am 8. September, der Stapellauf am 28. November 1988 statt. Fertiggestellt wurde das Schiff im April 1989. 
Angetrieben wird die Fähre von zwei 16-Zylinder-Viertakt-Dieselmotoren von MTU Friedrichshafen (16 V 396 TB) mit einer Leistung von jeweils 2040 kW in Verbindung mit einem Wasserstrahlantrieb.
Die AG Ems setzt den Katamaran im Fährverkehr zwischen Emden und Borkum ein. Die Fahrzeit beträgt etwa eine Stunde. Seit Sommer 2022 nutzt die Reederei Cassen Eils das Schiff während der Saison im Fährverkehr zur Insel Helgoland, 2022 ab Cuxhaven, 2023 zusätzlich auch ab Bremerhaven.

## Vorgängerschiffe
Bereits von 1976 bis 1985 war eine Fähre namens Nordlicht im Dienst der AG Ems. Sie wurde 1985 nach Tahiti verkauft, diente dort unter dem Namen Raromatai-Ferry im Inselfährdienst bis 1997 und wurde schließlich im April 2003 vor Papeete versenkt.